# Alaestès menut
L'alaestès menut (Lestes virens), és un odonat de la família Lestidae. Té l'aspecte típic del gènere Lestes; té el cos verd metàl·lic i quan descansa aguanta les seves ales lluny del seu cos.

## Distribució i hàbitat
Lestes virens es troba dins la major part de l'Europa del sud i central i també al nord d'Àfrica. La subespècie Lestes virens virens es troba al sud de la seva àrea, dins Espanya, el sud de França, Sardenya i el nord d'Àfrica. Lestes virens vestalis es troba al nord de França, Itàlia i a l'Europa central. No es troba al nord d'Europa del ni al Regne Unit. És un odonat d'aigües quietes i es troba en llacs, basses i pantans, amb abundant vegetació.

## Identificació
Lestes virens és molt similar a les altres espècies del gènere Lestes. Té el cos verd metàl·lic i quan es para aguanta les seves ales lluny del seu cos. És més petit que Lestes sponsa. Té el pterostigma marró pàl·lid amb una zona blanc a l'extrem. Els apèndixs inferiors del mascle són curts i rectes.
Hi ha dos subespècies Lestes virens virens i Lestes virens vestalis. En L. v. virens la línia groga que corre al llarg de la sutura de l'húmer és ininterrompuda mentre que a L. v. Vestalis la línia groga es redueix i es trenca i no arriba a l'ala anterior. L. v. virens es troba al sud del seu rang i L. v. vestalis es troba al nord. La separació de L. virens en dues subespècies ha estat posada en dubte per Askew (2004).

## Comportament
El període de vol és de juny a setembre però pot començar a l'abril al sud de la seva àrea. Lestes virens prefereix vegetació densa a la vora de basses on s'alimenta, s'aparella i pon els ous.
Després de l'aparellament la femella pon els ous damunt aigua damunt tiges de planta, els ous passen per un període de desenvolupament ràpid i llavors entren en una diapausa. Passen l'hivern com ous desenvolupats i després les larves es desclouen a la primavera. Les larves es desenvolupen molt ràpidament.

## Galeria
|  |  |  |